# Linné (cràter)

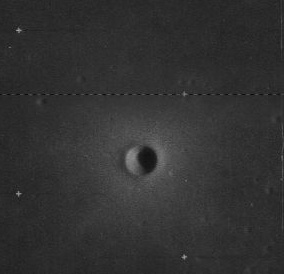
Fotografia de la missió Lunar Orbiter 4 (1967)

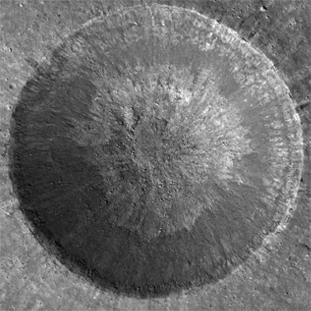
Fotografia de la missió Lunar Reconnaissance Orbiter

Linné és un petit cràter d'impacte lunar localitzat en el Mare Serenitatis occidental. El mar situat al seu al voltant està pràcticament desproveït d'altres elements d'interès. El cràter amb nom més proper és Banting, situat a l'est-sud-est.
L'edat estimada d'aquest cràter és de només unes poques desenes de milions d'anys. Anteriorment es creia que tenia forma de bol (hemisfèrica), però les dades de la LRO van mostrar que té la forma d'un con aplanat i invertit. El cràter està envoltat per un mantell d'ejecció format durant l'impacte original. Aquesta ejecció té una albedo relativament alta, fent que el cràter tingui una aparença brillant.
En 1866, l'expert observador lunar i cartògraf Johann Friedrich Julius Schmidt va fer la sorprenent afirmació que Linné havia canviat la seva aparença. En lloc d'un cràter normal, un poc profund, s'havia convertit en una mera zona de color blanc. Es va aixecar una controvèrsia que va continuar durant moltes dècades. No obstant això, la grandària d'aquest cràter està en el límit de percepció visual dels telescopis terrestres, i en condicions de mala visibilitat pot desaparèixer de la vista (vegeu també fenòmens lunars transitoris).

## Cràters satèl·lit
Per convenció aquests elements són identificats en els mapes lunars posant la lletra en el costat del punt mitjà del cràter que està més proper a Linné.
|       |                                      | \| Linné \| Coordenades \| Diàmetre \| \| ----- \| ------------------------------------ \| -------- \| \| A \| 28° 54′ N, 14° 24′ E / 28.9°N,14.4°E \| 4 km \| \| B \| 30° 30′ N, 14° 12′ E / 30.5°N,14.2°E \| 5 km \| \| D \| 28° 42′ N, 17° 06′ E / 28.7°N,17.1°E \| 5 km \| \| F \| 32° 18′ N, 13° 54′ E / 32.3°N,13.9°E \| 5 km \| \| G \| 35° 54′ N, 13° 18′ E / 35.9°N,13.3°E \| 5 km \| \| H \| 33° 42′ N, 13° 48′ E / 33.7°N,13.8°E \| 3 km \| |
| Linné | Coordenades                          | Diàmetre |
| A     | 28° 54′ N, 14° 24′ E / 28.9°N,14.4°E | 4 km |
| B     | 30° 30′ N, 14° 12′ E / 30.5°N,14.2°E | 5 km |
| D     | 28° 42′ N, 17° 06′ E / 28.7°N,17.1°E | 5 km |
| F     | 32° 18′ N, 13° 54′ E / 32.3°N,13.9°E | 5 km |
| G     | 35° 54′ N, 13° 18′ E / 35.9°N,13.3°E | 5 km |
| H     | 33° 42′ N, 13° 48′ E / 33.7°N,13.8°E | 3 km |

El següent cràter ha estat canviat de nom per la UAI:
- Linné E — Vegeu Banting (cráter)